# Ка Мора (Ровиго)
Ка Мора је насеље у Италији у округу Ровиго, региону Венето.
Према процени из 2011. у насељу је живело 31 становника. Насеље се налази на надморској висини од -5 м.